# Belgische Badminton-Mannschaftsmeisterschaft 2002/03
Sieger der Belgischen Badminton-Mannschaftsmeisterschaft 2002/03 wurde das Team von Dropshot 1.

## Endstand
| Platz | Team           |
| ----- | -------------- |
| 1.    | BC Dropshot 1  |
| 2.    | Olve BC        |
| 3.    | CSB d’Ixelles  |
| 4.    | DZ99           |
| 5.    | BC Saive       |
| 6.    | Lebad Kortrijk |
| 7.    | BC Dropshot 2  |
| 8.    | BC Damme       |